# Pettyegetett bolyhosfarkú
A pettyegetett bolyhosfarkú (Sarothrura pulchra) a madarak osztályának darualakúak (Gruiformes) rendjébe és a guvatfélék (Rallidae) családjába tartozó faj.

## Rendszerezése
A fajt John Edward Gray brit zoológus írta le 1829-ben, a Crex nembe Crex Pulchra néven.

## Alfajai
- Sarothrura pulchra batesi Bannerman, 1922
- Sarothrura pulchra centralis Neumann, 1908
- Sarothrura pulchra pulchra (J. E. Gray, 1829)
- Sarothrura pulchra zenkeri Neumann, 1908

## Előfordulása
Nyugat és Közép-Afrikában, Angola, Bissau-Guinea, Benin, Burundi, Dél-Szudán, Elefántcsontpart, Egyenlítői-Guinea, a Közép-afrikai Köztársaság, Gabon, Gambia, Ghána, Guinea, Kamerun, Kenya, a Kongói Demokratikus Köztársaság, a Kongói Köztársaság, Libéria, Nigéria, Ruanda, Szenegál, Sierra Leone, Szudán, Tanzánia, Togo, Uganda és  Zambia területén honos. 
Természetes élőhelyei a szubtrópusi és trópusi síkvidéki esőerdők, mocsári erdők és cserjések, mocsarak, tavak, folyók és patakok környékén, valamint másodlagos erdők. Állandó, nem vonuló faj.

## Megjelenése
Testhossza 17 centiméter, testtömege 39-53 gramm.

## Életmódja
Főleg gerinctelenekkel táplálkozik, de kisebb békákat és növényi anyagokat is fogyaszt.

## Természetvédelmi helyzete
Az elterjedési területe rendkívül nagy, egyedszáma pedig stabil. A Természetvédelmi Világszövetség Vörös listáján nem fenyegetett fajként szerepel.